# Борнмут (футбольный клуб)
«Бо́рнмут» (полное название — Атлетический футбольный клуб «Борнмут», англ. Athletic Football Club Bournemouth, о файле/ˈbɔːrnməθ/) — английский профессиональный футбольный клуб из Борнмута, графство Дорсет, Юго-Западная Англия.
В настоящее время выступает в Премьер-лиге, высшем по значимости дивизионе в системе футбольных лиг Англии.
Клуб был основан в 1899 году под названием «Боском» (Boscombe F.C.) на основе существовавшего с 1890 года клуба «Боском Сент-Джонс Инститьют» (Boscombe St. John’s Institute F.C.). В 1923 году клуб изменил название на «Борнмут энд Боском Атлетик» (Bournemouth and Boscombe Athletic F.C.), а с 1972 года клуб называется просто «Борнмут». Домашние матчи с 1910 года клуб проводит на стадионе «Дин Корт» (с 2015 года стадион называется «Виталити» в соответствии со спонсорским соглашением). Большую часть своей истории «Борнмут» провёл в третьем дивизионе английского футбола. В сезоне 2015/16 впервые вышел в Премьер-лигу, где выступал до сезона 2019/20, по итогам которого занял 18-е место и выбыл в Чемпионшип.
Прозвище клуба — «вишни» (The Cherries). Цвета клуба — чёрно-красные.

## История
В 1890 году впервые упоминается студенческая команда института Сент-Джона под названием «Боском Сент-Джонс Инститьют» (англ. Boscombe St. John’s Institute F.C.), которая выступала в региональных турнирах. Осенью 1899 года команда отделилась от института, после чего возник клуб «Боском» (англ. Boscombe F.C.) (по названию района города, где базировался клуб). Первым президентом клуба был мистер Джей Си Натт.
В своём первом сезоне 1899/1900 «Боском» сыграл в младшей лиге Борнмута и окрестностей (англ. Bournemouth and District Junior League) и молодёжном кубке Гэмпшира. На протяжении двух первых сезонов команда проводила домашние матчи на футбольном поле в Каслмейн Авеню в районе Борнмута под названием Поуксдаун. С третьего сезона своего существования «Боском» выступал на стадионе «Кингс Парк» в районе Боском. По окончании сезона 1905/06 клуб получил разрешение выступать в старших любительских лигах и вступил в Лигу Гэмпшира.
В 1910 году местный бизнесмен Джей Купер-Дин предоставил клубу в долгосрочную аренду участок земли неподалёку от действующего клубного стадиона «Кингс Парк», после чего началось нового стадиона. Его назвали «Дин Корт» в честь человека, предоставившего участок земли под стройку. Примерно в то же время у команды появилось прозвище «вишни» (англ. The Cherries), что могло быть связано как с цветом клубной формы (полосатые футболки вишнёвого цвета), так и с тем фактом, что «Дин Корт» был построен неподалёку от вишнёвых садов Джея Купера-Дина.
В 1910 году клуб подписал свой первый профессиональный контракт с футболистом. В сезоне 1913/14 «Боском» впервые принял участие в розыгрыше Кубка Англии, но дальнейший прогресс команды был остановлен из-за начала Первой мировой войны, и команда вернулась в Лигу Гэмпшира.
В 1920 году был создан Третий дивизион Футбольной лиги, вследствие чего «Боском» был переведён из Гэмпширской лиги в Южную лигу. Свой третий сезон в Южной лиге «Боском» завершил на втором месте и вышел в Футбольную лигу. После оформления права выступать в Футбольной лиге, команда сменила название района на «Борнмут», что было связано с тем, что клуб представлял теперь весь город. «Борнмут» выступал в южной лиге третьего дивизиона без перерывов с момента своего дебюта в ней и вплоть до её реорганизации в 1958 году. С 1958 года «Борнмут» начал выступать в третьем дивизионе только уже без разделения на северную и южную лиги. В 1970 «Борнмут» впервые за 47 лет вылетел из третьего дивизиона и на протяжении десяти лет команда выступала то в третьем, то в четвёртом дивизионе. В сезоне 1987/88 «Борнмут» под руководством Гарри Рэднаппа дебютировал во втором дивизионе, но через три года вновь вернулся в третий.
В 1997 и 2008 годах из-за финансовых проблем в клубе вводилось внешнее управление, в первый раз ему оказывали финансовую помощь собственные болельщики.
В сезоне 2008/09 «Борнмут» был сослан в четвёртую по силе английскую лигу, при этом лишён 17 очков и ограничен в трансферах, за счёт чего удалось избежать ликвидации команды. В начале 2009 года команду возглавил 31-летний бывший игрок команды Эдди Хау, который пришёл в «Борнмут» 13-летним защитником и со временем вырос в ключевого игрока основного состава. Травма заставила его повесить бутсы на гвоздь в 2007 году. За оставшееся до конца сезона время Хау смог добиться того, что клуб не вылетел из четвёртой лиги и остался в профессиональном футболе.
В своём первом полноценном сезоне в «Борнмуте» (2009/10) Хау смог вывести команду в третью лигу.
В 2010 году российский предприниматель Максим Дёмин, бывший советник по финансам генерального директора «Татнефти», познакомился с Эдди Митчеллом, основным владельцем и председателем совета директоров клуба. Сначала Дёмин передал клубу в долг по просьбе Митчелла 400 тысяч фунтов, а в 2011 году Дёмин, доплатив ещё 450 тысяч фунтов, стал владельцем 50 % акций клуба «Борнмут». В 2013 году он увеличил свою долю до 100 процентов.
В сезоне 2012/13 в «Борнмут» был возвращён Эдди Хау; шесть побед подряд на заключительном отрезке сезона позволили команде впервые с 1989 года выйти в Чемпионат Футбольной лиги Англии (Чемпионшип), второй по силе английской футбольной лиге.
По итогам сезона 2014/15 клуб «Борнмут» за тур до конца гарантировал себе путёвку в Премьер-лигу, что произошло впервые за его историю. После окончания сезона 2014/15 клуб был должен Дёмину около 30 млн фунтов.
Для привлечения финансирования, в том числе для реконструкции стадиона, в 2015 году Дёмин продал 25 % принадлежащего ему английского футбольного клуба «Борнмут» чикагской инвестгруппе PEAK6 Investments, сооснователем и гендиректором которой является Мэтт Халсайзер, совладелец клуба НХЛ «Миннесота Уайлд».
В сезоне 2019/20 перед последним туром «Борнмут», «Астон Вилла» и «Уотфорд» боролись за выживание. В последнем туре «Борнмут» победил «Эвертон» (1:3), однако «Астон Вилла» сыграла вничью с «Вест Хэмом». Так «Борнмут» и «Уотфорд» спустя 5 лет вылетели из Премьер-лиги.
8 августа Джейсон Тиндалл стал главным тренером команды. В летнее межсезонье клуб покинул Натан Аке за рекордную для клуба сумму трансфера в 41 миллион фунтов стерлингов. Несмотря на то, что на середину декабря клуб занимал второе место, 3 февраля 2021 года Тиндалл был уволен: команда одержала одну победу в восьми матчах, в результате чего опустилась на 6-е место. Пост главного тренера занял Джонатан Вудгейт. «Борнмут» завершил сезон на 6-м месте и вышел в плей-офф, но по сумме двух встреч уступил в полуфинале «Брентфорду» (2:3). 28 июня 2021 года бывший менеджер «Фулхэма» Скотт Паркер стал главным тренером команды.
3 мая 2022 года «Борнмут» обеспечил себе выход в Премьер-лигу на следующий сезон, одержав победу над «Ноттингем Форест» (1:0). 30 августа клуб уволил Паркера после поражения от «Ливерпуля» на «Энфилде» (0:9). В декабре 2022 года было объявлено, что Дёмин продает 100 % акций клуба американскому бизнесмену Биллу Фоули, который также владеет хоккейным клубом «Вегас Голден Найтс». Дёмин владел клубом 11 лет и при нём клуб добился наибольших успехов в своей истории.

## Символика

### Форма

#### Домашняя
| 2013/14 | 2014/15 | 2015/16 | 2016/17 | 2017/18 | 2018/19 | 2019/20 | 2020/21 | 2021/22 | 2022/23 | 2023/24 |

#### Гостевая
| 2013/14 | 2014/15 | 2015/16 | 2016/17 | 2017/18 | 2018/19 | 2019/20 | 2020/21 | 2021/22 | 2022/23 | 2023/24 |

#### Резервная
| 2013/14 | 2014/15 | 2015/16 | 2016/17 | 2017/18 | 2018/19 | 2019/20 | 2020/21 | 2021/22 | 2022/23 |

Источники:,,

## Текущий состав
| 40 | Англия    | Вр  | Уилл Деннис         | 2002 |  |  |  |  |  |
| 46 | Шотландия | Вр  | Кэл Маккенна        | 2006 |  |  |  |  |  |
|    |           |     |                     |      |  |  |  |  |  |
| 5  | Аргентина | Защ | Маркос Сенеси       | 1997 |  |  |  |  |  |
| 15 | Англия    | Защ | Адам Смит (капитан) | 1991 |  |  |  |  |  |
| 20 | Аргентина | Защ | Хулио Солер         | 2005 |  |  |  |  |  |
| 22 | Мексика   | Защ | Хулиан Араухо       | 2001 |  |  |  |  |  |
| 23 | Англия    | Защ | Джеймс Хилл         | 2002 |  |  |  |  |  |
| 35 | Уэльс     | Защ | Оуэн Биван          | 2003 |  |  |  |  |  |
|    |           |     |                     |      |  |  |  |  |  |
| 4  | Англия    | ПЗ  | Льюис Кук           | 1997 |  |  |  |  |  |
| 7  | Уэльс     | ПЗ  | Дэвид Брукс         | 1997 |  |  |  |  |  |
| 8  | Англия    | ПЗ  | Алекс Скотт         | 2003 |  |  |  |  |  |

| 10 | Шотландия                 | ПЗ  | Райан Кристи     | 1995 |  |  |  |  |  |
| 12 | Соединённые Штаты Америки | ПЗ  | Тайлер Адамс     | 1999 |  |  |  |  |  |
| 16 | Англия                    | ПЗ  | Маркус Тавернье  | 1999 |  |  |  |  |  |
|    |                           |     |                  |      |  |  |  |  |  |
| 9  | Бразилия                  | Нап | Эванилсон        | 1999 |  |  |  |  |  |
| 11 | Буркина-Фасо              | Нап | Данго Уаттара    | 2002 |  |  |  |  |  |
| 17 | Колумбия                  | Нап | Луис Синистерра  | 1999 |  |  |  |  |  |
| 19 | Нидерланды                | Нап | Джастин Клюйверт | 1999 |  |  |  |  |  |
| 21 | Англия                    | Нап | Дэниел Джеббисон | 2003 |  |  |  |  |  |
| 24 | Гана                      | Нап | Антуан Семеньо   | 2000 |  |  |  |  |  |
| 26 | Турция                    | Нап | Энес Унал        | 1997 |  |  |  |  |  |

### Игроки в аренде
| \| № \| \| Поз. \| Имя \| Год рождения \| \| -- \| \| ---- \| -------------------------------------------------------- \| ------------ \| \| 1 \| \| Вр \| Марк Траверс (в «Мидлсбро» до 31 мая 2025) \| 1999 \| \| 6 \| \| Защ \| Крис Мефам (в «Сандерленде» до 31 мая 2025) \| 1997 \| \| \| \| \| \| \| \| 14 \| \| ПЗ \| Джо Ротуэлл (в «Лидс Юнайтед» до конца сезона 2024/2025) \| 1995 \| \| 32 \| \| Нап \| Джейдон Энтони (в «Бернли» до 31 мая 2025) \| 1999 \| |          |      |                                                          |              |
| № |          | Поз. | Имя                                                      | Год рождения |
| 1 | Ирландия | Вр   | Марк Траверс (в «Мидлсбро» до 31 мая 2025)               | 1999         |
| 6 | Уэльс    | Защ  | Крис Мефам (в «Сандерленде» до 31 мая 2025)              | 1997         |
| |          |      |                                                          |              |
| 14 | Англия   | ПЗ   | Джо Ротуэлл (в «Лидс Юнайтед» до конца сезона 2024/2025) | 1995         |
| 32 | Англия   | Нап  | Джейдон Энтони (в «Бернли» до 31 мая 2025)               | 1999         |

## Достижения
- Чемпионшип
  - Чемпион: 2014/15
  - Вице-чемпион: 2021/22
- Третий дивизион
  - Чемпион: 1986/87
- Лига 1
  - Вице-чемпион: 2012/13
- Лига 2
  - Вице-чемпион: 2009/10
- Четвёртый дивизион Футбольной лиги
  - Вице-чемпион: 1970/71
- Трофей Английской футбольной лиги
  - Обладатель: 1983/84